# Tamanofuji Shigeru
Shigeru Ōno (japanisch 大野 茂, Ōno Shigeru; * 24. November 1949 in Ogawa, Präfektur Tochigi; † 21. Juni 2021 in der Präfektur Ōita), bekannt als Tamanofuji Shigeru (japanisch 玉ノ富士 茂, Tamanofuji Shigeru), war ein japanischer Sumōringer. Er machte sein professionelles Debüt im Mai 1967 und erreichte im März 1978 den Sekiwake-Rang. Er gewann drei Sonderpreise und erhielt zwei goldene Sterne. Er zog sich von der aktiven Konkurrenz im November 1981 zurück und blieb im Japanischen Sumōverband als Ältester unter dem Namen Tateyama. Er erreichte das obligatorische Rentenalter von 65 Jahren und verließ den Sumōverband im November 2014.
Shigeru starb am 21. Juni 2021 im Alter von 71 Jahren an Leberkrebs.